# Aer Lingus
Aer Lingus Group Plc (Bản mẫu:Ise, Bản mẫu:LSE) là hãng hàng không quốc gia của Ireland. Hãng vận hành một đội máy bay Airbus tại châu Âu và Bắc Mỹ. Đây là hãng hàng không còn tồn tại lâu đời nhất của Ireland, và lớn thứ hai sau hãng đối thủ hãng hàng không giá rẻ Ryanair. Trụ sở chính của hãng hàng không nằm ở sân bay Dublin.
Được thành lập vào năm 1936, Aer Lingus là một cựu thành viên của liên minh hàng không Oneworld, một tổ chức mà hãng này rời bỏ vào ngày 31 tháng 3 năm 2007. Trong khi nó không phải là một phần của liên minh, hãng hàng không có thỏa thuận chia mã với các thành viên Oneworld, Star Alliance và SkyTeam, cũng như các thỏa thuận nối với Aer Arann và JetBlue Airways. Công ty sử dụng 4.000 người và năm 2010 đã có doanh thu của 1,2 tỷ €. Aer Lingus vận chuyển 9,3 triệu hành khách trong năm 2010. Hãng có một mô hình kinh doanh hỗn hợp, điều hành một dịch vụ giá vé thấp trên các tuyến châu Âu và Bắc Phi và dịch vụ đầy đủ, hai lớp chuyến bay trên các tuyến xuyên Đại Tây Dương.
Aer Lingus là 29,4% thuộc sở hữu của đối thủ của nó, Ryanair, và 25,4% thuộc sở hữu của Chính phủ Ireland. Hãng hàng không được thả nổi trên Sở giao dịch chứng khoán Dublin Sở giao dịch chứng khoán London vào ngày 2 tháng 10 năm 2006, sau khi chính phủ phê duyệt trước đó (trước đó là chính phủ sở hữu 85% của hãng hàng không). Nhóm các công ty chủ yếu bao gồm TNHH Aer Lingus, Aer Lingus Beachey TNHH, Aer Lingus (Ireland) Limited và Công ty TNHH Bảo hiểm Dirnan, tất cả đều được hoàn toàn thuộc sở hữu hoàn toàn.
Aer Lingus tổ chức kỷ niệm 75 năm thành lập vào năm 2011. Ngày 26 tháng 3, công ty giới thiệu máy bay mới nhất của cô đã được sơn màu sơn năm 1960 và phi hành đoàn đã mặc một lựa chọn đồng phục lịch sử.

## Đối tác thỏa thuận liên danh
- Air Canada
- Alaska Airlines
- American Airlines
- British Airways
- Etihad Airways
- Finnair
- Iberia Airlines
- JetBlue
- KLM
- United Airlines

## Đội bay

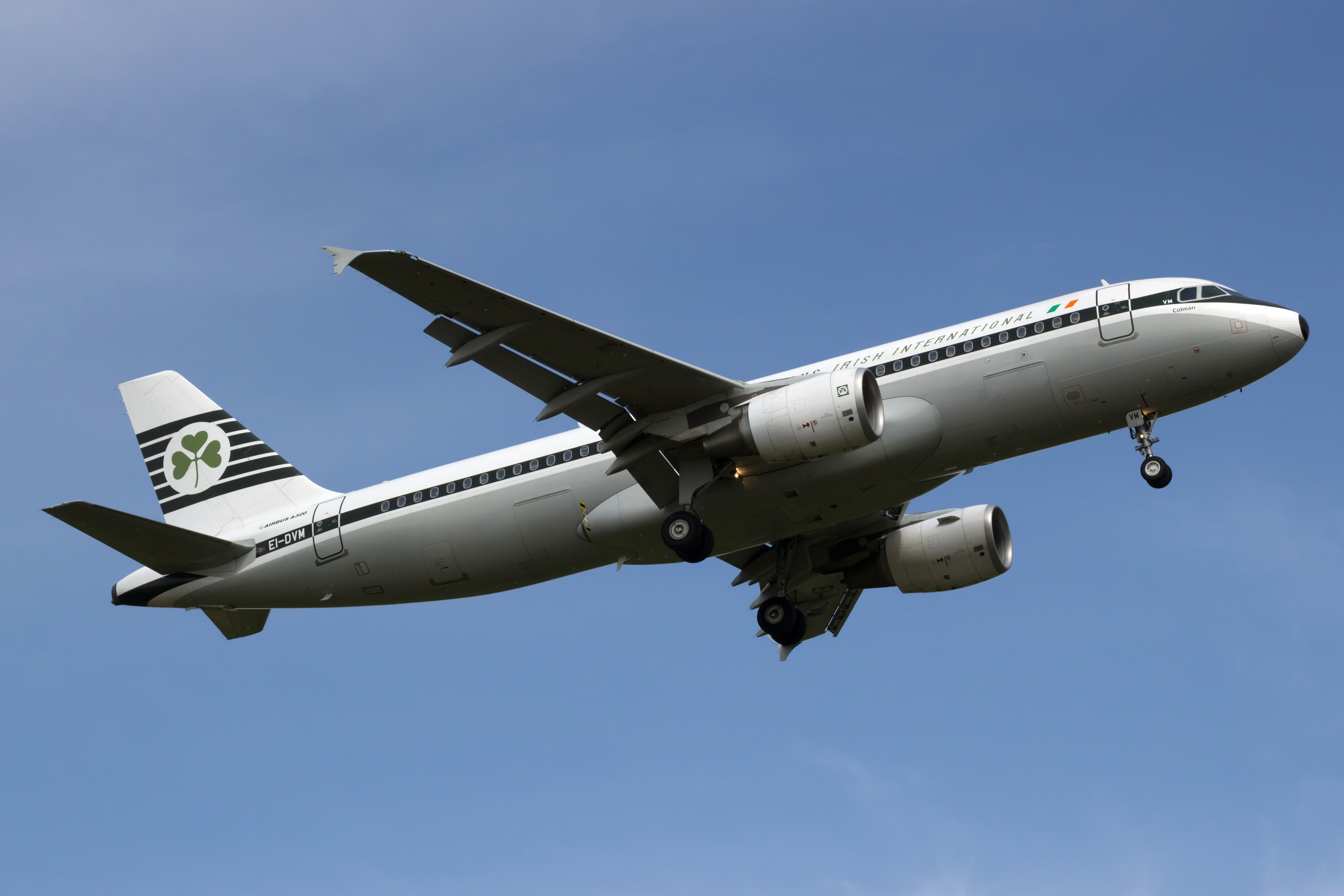
Airbus A320 của Aer Lingus trong màu sơn cũ đang chuẩn bị hạ cánh xuống sân bay Santiago de Compostela.

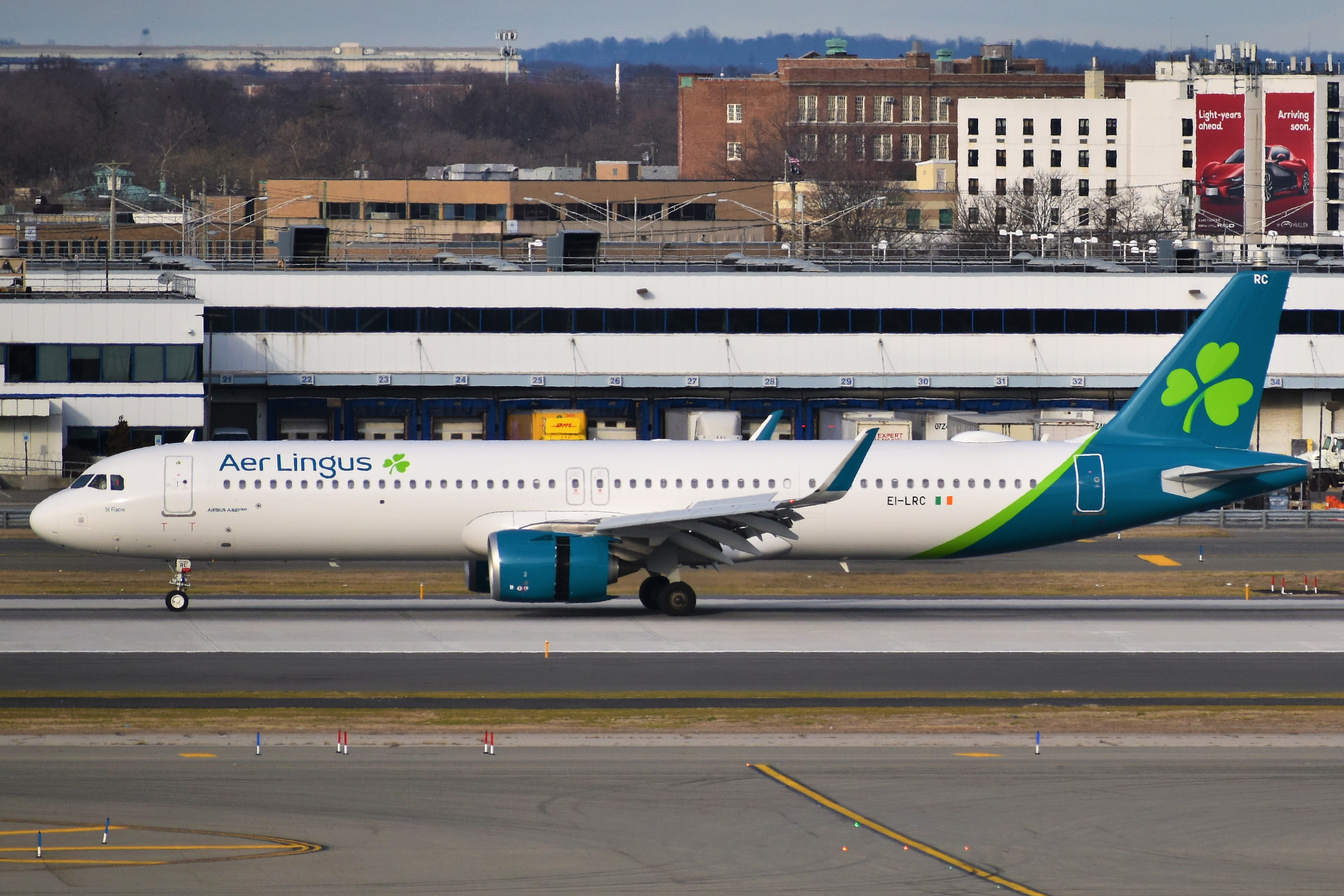
Airbus A321 của hãng tại sân bay quốc tế John F. Kennedy.

Tính đến tháng 6/2021: 
| Máy bay         | Đang vận hành | Đặt hàng | Hành khách | Hành khách | Hành khách | Ghi chú                                                 |
| Máy bay         | Đang vận hành | Đặt hàng | C          | E          | Tổng       | Ghi chú                                                 |
| --------------- | ------------- | -------- | ---------- | ---------- | ---------- | ------------------------------------------------------- |
| Airbus A320-200 | 31            | —        | —          | 174        | 174        | 1 chiếc mang logo Retro Hai chiếc mang logo Irish Rugby |
| Airbus A321-200 | 1             | —        | —          | 212        | 212        |                                                         |
| Airbus A321LR   | 7             | 1        | 16         | 168        | 184        | 2 chiếc chuyển sang Aer Lingus UK                       |
| Airbus A321XLR  | —             | 6        | TBA        | TBA        | TBA        | Giao hàng từ năm 2023                                   |
| Airbus A330-200 | 3             | —        | 23         | 248        | 271        |                                                         |
| Airbus A330-300 | 12            | —        | 30         | 287        | 317        | 2 chiếc chuyển sang Aer Lingus UK                       |
| Tổng cộng       | 54            | 7        |            |            |            |                                                         |